# Unser Land (Fernsehsendung)
Unser Land ist eine Informations- und Ratgebersendung, die vom Bayerischen Rundfunk produziert wird und jeden Freitag um 19.00 Uhr im BR Fernsehen ausgestrahlt wird. Sie ist die älteste nach wie vor ausgestrahlte Ratgebersendung im Bayerischen Fernsehen. Eine Wiederholung erfolgt jeweils sonntags um 16.15 Uhr. Die Sendung ist auch in der BR-Mediathek verfügbar.

## Entwicklung

### Anfänge 1964
Erstmals ausgestrahlt wurde die Sendung am 24. Oktober 1964, damals unter dem Titel Für Hof und Garten. Ideengeber und Gründer des Sendeformats war Erich Geiersberger, ein Agrarwissenschaftler, der den ersten Maschinenring in Bayern gegründet hat. Geiersberger leitete die Sendung bis ins Jahr 1991 zusammen mit der Redaktion Landfunk im Hörfunk des Bayerischen Rundfunks. Der Landfunk im Hörfunk und Unser Land im Fernsehen bildeten die erste bimedial strukturierte Redaktion im Bayerischen Rundfunk und in der gesamten ARD. Die beiden Medien Radio und Fernsehen sind in ihr personell und thematisch eng verzahnt. Kennzeichnend dafür ist, dass dieselben Autoren mit ihren Themen sowohl im Radio als auch im Fernsehen vertreten sind. In der Anfangszeit war die Sendereihe vorwiegend als Ratgeber für Landwirte konzipiert und befasste sich schwerpunktmäßig mit der Produktion in der Landwirtschaft, mit Themen rund um den Bauernhof und mit Agrarpolitik.

### Umbenennung 1973
Am 1. Oktober 1973 erhielt die Sendung ihren heutigen Namen Unser Land, der Landfunk im Hörfunk wurde später umbenannt in die Redaktion Landwirtschaft und Umwelt. Damit einher ging eine Ausweitung des Informationsangebots auf Themengebiete rund um den ländlichen Raum. Seither sind neben Agrarpolitik und Landwirtschaft auch Verbraucher- und Umweltthemen Schwerpunkte der Sendung sowie Berichte aus Wald- und Forstwirtschaft. Bis April 2016, als die Sendung aufgrund einer Programmreform im BR Fernsehen von 45 auf 30 Minuten gekürzt wurde, bot die Sendung auch Kochrezepte sowie Tipps für Hobbytierhalter und Hobbygärtner. Über mehrere Jahre hinweg waren Gedichte und Geschichten des Mundartdichters Ponzauner Wigg fester Bestandteil der Sendung. Ein regelmäßig wiederkehrendes Thema waren auch Wetter- und Bauernregeln.
Seit dem Start von BR-ONLINE am 16. Oktober 1995 (heute BR.de) war Unser Land auf einer eigenen Homepage (BR-UNSERLAND) mit Informationen und Videos im Internet vertreten und wurde somit im Verbund mit Landwirtschaft und Umwelt im Hörfunk zum Vorreiter der inzwischen das gesamte Programmangebot des Bayerischen Rundfunks umfassenden Trimedialität. Heute besteht die digitale Plattform des für die deutsche Medienlandschaft typischen Informations- und Ratgebermagazins aus einer Sendungshomepage innerhalb des Internetauftritt des Bayerischen Rundfunks.
Nach Erich Geiersberger leitete die Journalistin und Agrarwissenschaftlerin Petra Kindhammer von 1991 bis 2021 Unser Land im Fernsehen, ebenso die Redaktion Landwirtschaft und Umwelt im Hörfunk des Bayerischen Rundfunks sowie seit 2017 die trimediale Redaktion Landwirtschaft und Umwelt im Bayerischen Rundfunk, zu der auch das Sendeformat und die Redaktion Unkraut gehört. Von 2021 bis 2022 wurde die trimediale Redaktion von Ellen Trapp geleitet. Im November 2022 hat Eva Lell die Redaktionsleitung übernommen.
Im Jahr 2014 feierte die Sendung Unser Land ihr 50-jähriges Bestehen.

## Zuschauerakzeptanz
Von Anbeginn zählte Unser Land zu den am meisten gesehenen Sendungen des Bayerischen Fernsehens. 2014, im 50. Jubiläumsjahr des Bayerischen Fernsehens, lag der durchschnittliche Marktanteil der Sendung bei 14,6 Prozent und liegt seither quotenmäßig an der Spitze aller Nachrichten- und Magazinsendungen im BR Fernsehen.

## Moderatoren
In ihrer über 50-jährigen Geschichte wurde die Magazinsendung Unser Land unter anderem von Erich Geiersberger, Carolin Reiber (1964–1978), Uschi Dämmrich von Luttitz (1978–2007), Annette Betz (1992–2004), Christian Seiffert, Erna Raps (1997–2001), Dietrich Goldberg, Petra Kindhammer (–2001), Christine Schneider (2001–2016), Florian Schrei (2005–2016), Doris Fenske (2016–2018) und Janina Nottensteiner (2016–2018) moderiert. Seit 2018 moderiert Florian Kienast die Sendung.